# 1818
1818 (MDCCCXVIII) fue un año común comenzado en jueves según el calendario gregoriano.

## Acontecimientos

### Enero
- 1 de enero: en Londres (Reino Unido) se publica la novela de Mary Shelley llamada Frankenstein o el Prometeo Moderno.
- 6 de enero: El Tratado de Mandeswar da por terminada la tercera guerra anglo-maratha que acaba con el dominio maratha en el centro y sur de la India y convierte a la Compañía Británica de las Indias Orientales en el poder dominante del territorio indio.

### Febrero
- 4 de febrero:Este es el día más temprano donde se celebró el miércoles de ceniza
- 5 de febrero: en Suecia, el mariscal napoleónico Jean Baptiste Bernadotte sube al trono con el nombre de Carlos XIV.
- 6 de febrero: Juan VI de Portugal instituye la orden de Nuestra Señora de la Concepción de Villaviciosa en Brasil.
- 12 de febrero: Chile firma el acta de independencia, en Santiago y Talca, así declarando su independencia de España.

### Marzo
- 16 de marzo: en Venezuela, el ejército Separatista es derrotado en la batalla de Semén.
- 19 de marzo: en la Sorpresa de Cancha Rayada, los españoles vencen a los nacionales, poniendo en serio peligro la independencia de Chile.
- 31 de marzo a 3 de abril: en la villa de San Carlos (en la provincia argentina de Corrientes) —en el marco de la invasión lusobrasileña— los portugueses (liderados por el carioca Francisco das Chagas Santos) vencen a los argentinos (liderados por el guaraní Andresito Guasurarí) en los cuatro días de la batalla de San Carlos.

### Abril
- 5 de abril: en la batalla de Maipú (Chile), las tropas del ejército de los andes (lideradas por José de San Martín) vencen a los españoles, y aseguran la independencia del país.

### Junio
- 17 de junio: En Valparaíso, Chile. Thomas Cochrane junto a su esposa e hijo recalan en tierras chilenas.

### Julio
- 4 de julio: en el río Queguay Chico (Uruguay) ―en el marco de la invasión luso-brasileña―, las fuerzas uruguayas de Fructuoso Rivera y de José Artigas vencen a los brasileños de Bento Manuel Ribeiro en la batalla del Queguay Chico.

### Septiembre
- 5 de septiembre: en la villa de Alvarado (México) se autoriza la formación del primer ayuntamiento.

### Octubre
- 3 de octubre: en la villa de Alvarado (México) se instala el primer ayuntamiento, presidido por Tomás Hondal.
- 23 de octubre: Bernardo O'Higgins promulga la Constitución Provisoria para el Estado de Chile de 1818.

### Diciembre
- 3 de diciembre: Illinois se convierte en el estado 21.º de los Estados Unidos.
- 24 de diciembre: en Oberndorf (actual Austria) se interpreta, por primera vez, el villancico "Noche de paz", durante la Misa de Navidad celebrada en la iglesia de San Nicolás, siendo dirigido por sus autores: Franz Xaver Gruber y Joseph Mohr.

## Arte y literatura
- En Madrid (España) se funda el Museo del Prado.
- Se publican las obras póstumas de Jane Austen La abadía de Northanger y Persuasión.
- El 1 de enero se publicó la novela Frankenstein.

## Ciencia y tecnología
- Giorgio Bidone investiga en París el salto hidráulico.
- Lacépède describe por primera vez la ballena franca del Pacífico norte (Eubalaena japonica).

## Nacimientos

### Febrero
- 14 de febrero: Frederick Douglass,escritor, editor y orador (f. 1895).
- 24 de febrero: Francisco Jareño y Alarcón, arquitecto español (f. 1892).

### Marzo
- 11 de marzo: Marius Petipa, bailarín y coreógrafo francés (f. 1910).

### Abril
- 28 de abril: José María Montoto López Vigil, escritor y jurista español (f. 1886).

### Mayo
- 5 de mayo: Karl Marx, filósofo, sociólogo, economista y pensador socialista alemán (f. 1883).
- 19 de mayo: Cúchares, torero español (f. 1868).

### Junio
- 13 de junio: Antonio Neumane, autor de la música del Himno Nacional del Ecuador (f. 1871).
- 21 de junio: Pedro Joaquín Chamorro, presidente nicaragüense (f. 1890).

### Julio
- 6 de julio: Adolf Anderssen, ajedrecista alemán (f. 1879).
- 30 de julio: Emily Brontë, escritora británica, autora de Cumbres Borrascosas (f. 1848).

### Agosto
- 22 de agosto: Rudolf von Ihering, jurista y filósofo alemán (f. 1892).

### Octubre
- 9 de octubre: Francisco Navarro Villoslada, escritor y filósofo español (f. 1895).
- 15 de octubre: Alexander Dreyschock, compositor romántico y pianista checo (f. 1869).
- 18 de octubre: Elizabeth F. Ellet, escritora, historiadora y poetisa estadounidense (f. 1877).
- 22 de octubre: Leconte de Lisle, escritor francés (f. 1894).

### Noviembre
- 5 de noviembre: Benjamin Franklin Butler, político estadounidense (f. 1893).

### Diciembre
- 19 de diciembre: Nemesio Fernández Cuesta y Picatoste, periodista español (f. 1893).
- 24 de diciembre: James Prescott Joule, físico británico (f. 1889).

### Sin fecha conocida
- Giovanni Strazza, escultor italiano (f. 1875).
- Denis Vrain-Lucas, falsificador francés (f. 1882).
- William Marwood: Verdugo del gobierno británico (f. 1883).

## Fallecimientos

### Abril
- 8 de abril: Juan José Carrera, militar y patriota chileno (n. 1782).

### Mayo
- 26 de mayo: Manuel Rodríguez Erdoiza, militar y patriota chileno, prócer de la independencia de su país (n. 1785).

### Junio
- 20 de junio: Carlota de Holstein-Gottorp, aristócrata alemana, reina de Suecia y de Noruega (n. 1759).

### Julio
- 28 de julio: Gaspard Monge, matemático francés (n. 1746).

### Agosto
- 30 de agosto: Casimiro Gómez Ortega, botánico español (n. 1741)..

### Septiembre
- 19 de septiembre: Peter Olof Swartz, botánico sueco (n. 1760).

### Fecha desconocida
- Pedro José Rojas, militar y político venezolano (f. 1874).